# (23191) Sujaytyle
(23191) Sujaytyle es un asteroide perteneciente al cinturón de asteroides, descubierto el 24 de agosto de 2000 por el equipo del Lincoln Near-Earth Asteroid Research desde el Laboratorio Lincoln, Socorro, Nuevo México.

## Designación y nombre
Designado provisionalmente como 2000 QD45. Fue nombrado  por Sujay Tyle (nacido en 1993) quien obtuvo el segundo puesto en la Feria Internacional de Ciencias e Ingeniería de Intel de 2007 por su proyecto de energía y transporte. Asiste a la escuela secundaria Pittsford Mendon High School, Pittsford, Nueva York, EUA.

## Características orbitales
Sujaytyle está situado a una distancia media del Sol de 2,900 ua, pudiendo alejarse hasta 3,459 ua y acercarse hasta 2,340 ua. Su excentricidad es 0,193 y la inclinación orbital 1,488 grados. Emplea 1803,60 días en completar una órbita alrededor del Sol.
Los próximos acercamientos a la órbita de Júpiter ocurrirán el 17 de junio de 2044, el 28 de septiembre de 2103 y el 8 de enero de 2163.

## Características físicas
La magnitud absoluta de Sujaytyle es 14,39. 